# Niklas Nordgren (Eishockeyspieler, 1979)
Niklas Nordgren (* 28. Juni 1979 in Örnsköldsvik) ist ein schwedischer Eishockeyspieler, der zuletzt bis Sommer 2015 bei seinem Heimatverein MODO Hockey in der schwedischen Svenska Hockeyligan unter Vertrag stand.

## Karriere
Nordgren wurde im NHL Entry Draft 1997 in der achten Runde an 195. Position von den Carolina Hurricanes ausgewählt. Nachdem er zuvor für MODO Hockey Örnsköldsvik, IF Sundsvall Hockey und Timrå IK in der schwedischen Elitserien und HockeyAllsvenskan gespielt hatte, gab er in der Saison 2005/06 sein Debüt in der National Hockey League. In 43 Spielen für Carolina erzielte er vier Tore und gab zwei Assists. Kurz vor der Trade Deadline wurde er jedoch gemeinsam mit Krystofer Kolanos an die Pittsburgh Penguins abgegeben, die im Gegenzug den erfahrenen Mark Recchi nach Carolina schickten. Für Pittsburgh absolvierte er noch 15 weitere Partien in der Spielzeit, in denen er jedoch punktlos blieb.
Von 2006 bis 2011 spielte Nordgren bei den Rapperswil-Jona Lakers in der Schweizer National League A. Im Dezember 2010 wurde bekannt gegeben, dass Nordgren auf die Saison 2011/2012 zu den Kloten Flyers wechseln würde, um dort Kimmo Rintanen zu ersetzen, dessen Vertrag nicht mehr verlängert wurde.
Die Saison 2012/13 verbrachte er erneut beim Timrå IK in der Svenska Hockeyligan, ehe er im November 2013 zu seinem Heimatverein zurückkehrte. Nach zwei Spielzeiten für MODO erhielt Nordgren im Sommer 2015 keinen neuen Vertrag und ist seitdem ohne Verein.